# Comuna de Fangatau
Fangatau és una comuna de la subdivisió Tuamotu-Gambier de la Polinèsia Francesa, situada al nord-est de l'arxipèlag.
Consta de dues comunes associades formades per dos atols: Fangatau i Fakahina. Són dos atols petits, aïllats i poc poblats. Junt amb Puka Puka formen una de les set àrees lingüístiques del tuamotu anomenada fagatau.
| Illes              | Capital | Habitants (2007) | Superfície (km²) | Llacuna (km²) | Coordenades                                |
| ------------------ | ------- | ---------------- | ---------------- | ------------- | ------------------------------------------ |
| Fangatau           | Teana   | 121              | 11               | 34            | 15° 49′ S, 140° 52′ O / 15.817°S,140.867°O |
| Fakahina           | Tarione | 131              | 7                | 23            | 15° 59′ S, 140° 08′ O / 15.983°S,140.133°O |
| Comuna de Fangatau | Teana   | 252              | 18               | 57            |                                            |